# Hautes-Alpes
Hautes-Alpes (IPA: [otˈzalp]; okcitánul: Auts Aups) a 83 eredeti département egyike, amelyeket a francia forradalom alatt 1790. március 4-én hoztak létre.

## Elhelyezkedése
Franciaország délkeleti részén, Provence-Alpes-Côte d’Azur régiójában található megyét keletről Olaszország, délről Alpes-de-Haute-Provence, nyugatról Drôme, északról pedig Isère és Savoie megyék határolják.

## Települések
A megye legnagyobb települései a 2011-es népszámlálás alapján:
| Település              | Népesség |
| ---------------------- | -------- |
| Gap                    | 40 654   |
| Briançon               | 11 876   |
| Embrun                 | 6 110    |
| Laragne-Montéglin      | 3 756    |
| Veynes                 | 3 186    |
| L'Argentière-la-Bessée | 2 326    |
| Guillestre             | 2 325    |
| Chorges                | 2 599    |
| La Bâtie-Neuve         | 2 325    |
| Saint-Chaffrey         | 1 668    |

## Galéria

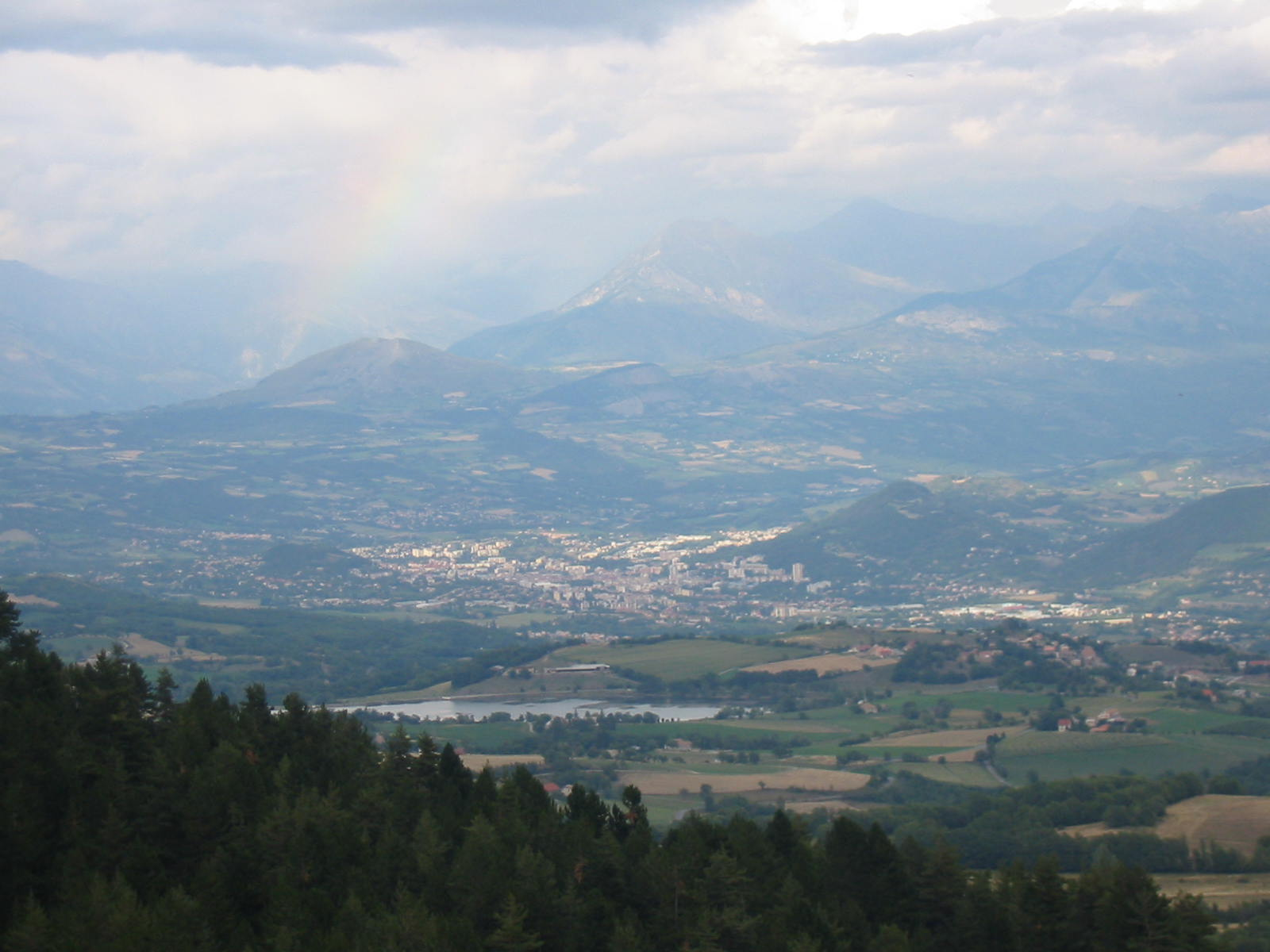
Gap
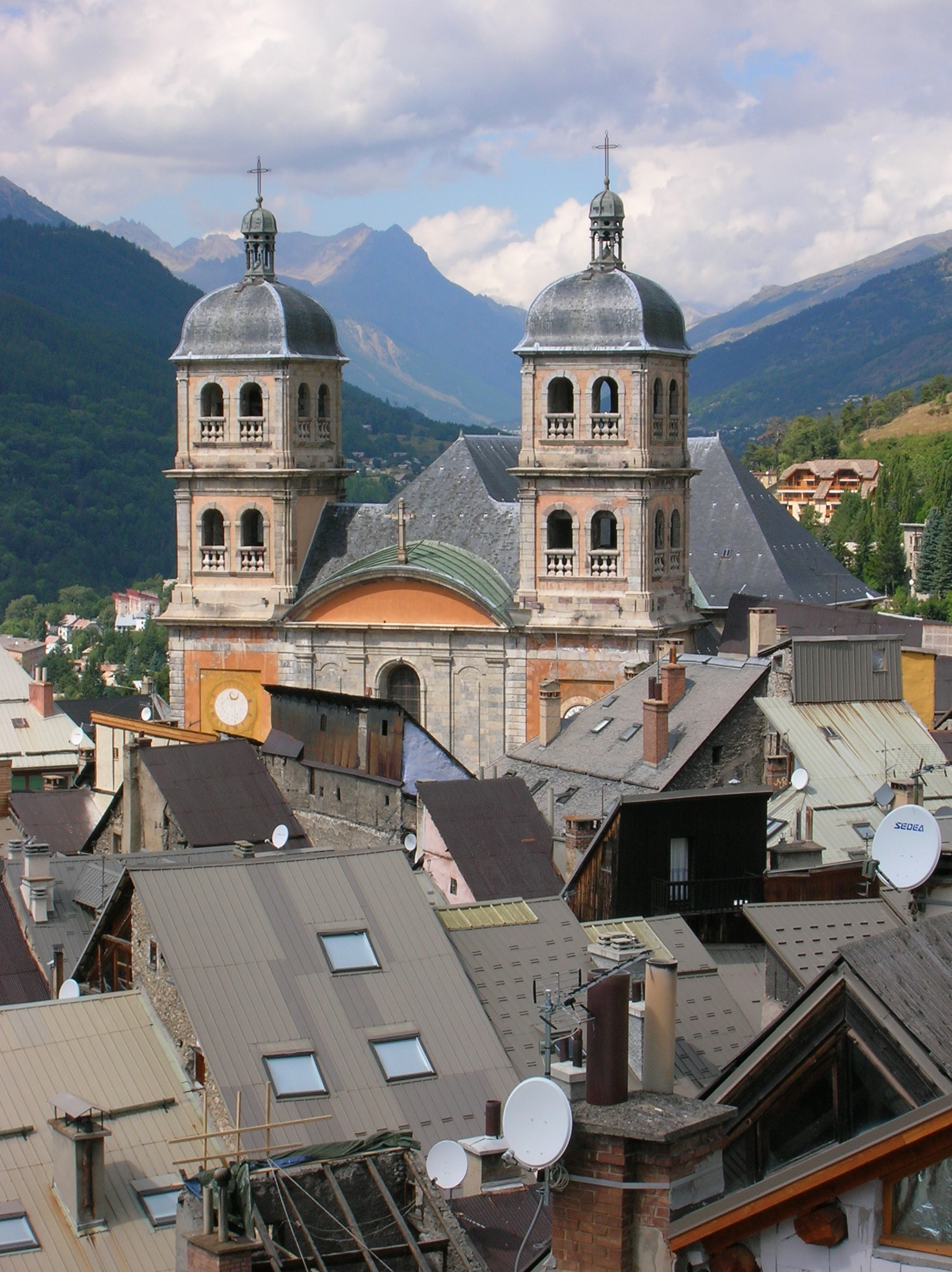
Briançon
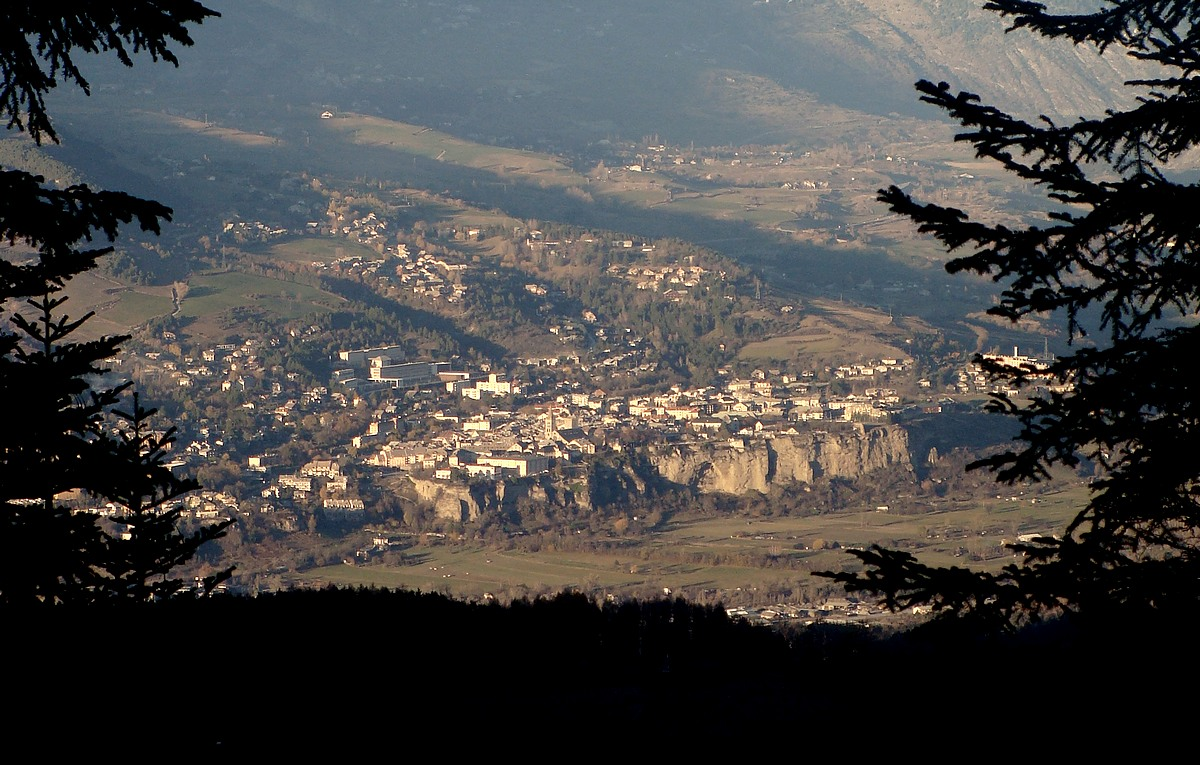
Embrun
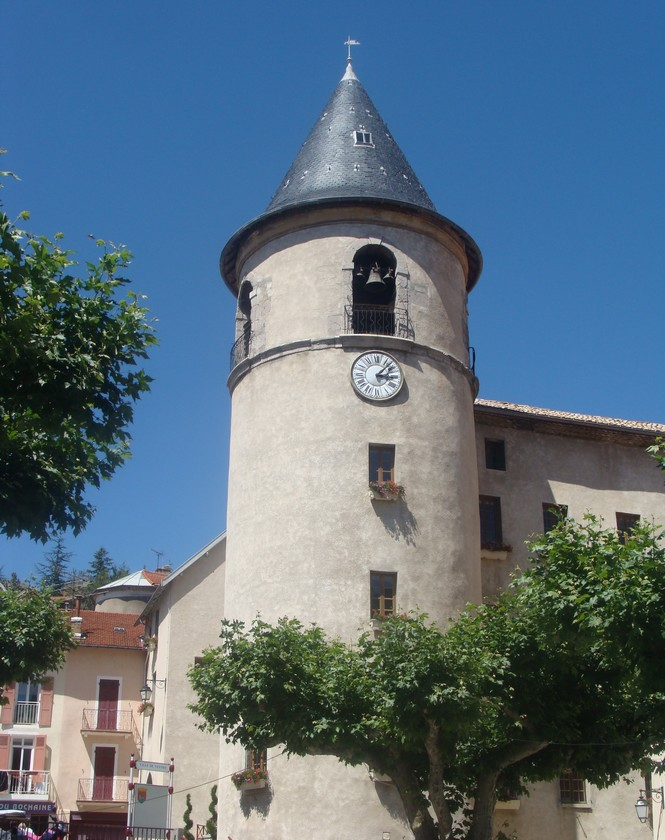
Veynes